# Коуровская улица
Коу́ровская улица — улица в жилом районе «Старая Сортировка» Железнодорожного административного района Екатеринбурга. Своё название получила в честь посёлка Коуровка, входящего в городской округ Первоуральск Свердловской области. До начала 1960-х — улица Лейтенанта Шмидта.

## Расположение и благоустройство
Коуровская улица проходит с юго-запада на северо-восток. Начинается от Технической улицы и заканчивается Таватуйской улицей. Имеет соединения с Таёжной улицей, проспектом Седова и Клубным переулком.

## Транспорт

### Наземный общественный транспорт
По улице проходят маршруты автобуса № 43, а также маршрутного такси № 021.

### Ближайшие станции метро
Действующих станций Екатеринбургского метрополитена на данной улице нет, линий метро к улице проводить не запланировано.

## Примечательные здания и сооружения
- № 7 (Техническая ул., 62) — Почтовое отделение № 50
- № 9 — Комплексный центр социального обслуживания
- № 15 (Таёжная ул., 2) — Центр регистрации граждан по месту жительства
- № 20 (просп. Седова, 61) — Поликлиника № 3
- № 22 — Участковый пункт полиции